# خالد الزيد
اللواء خالد بن زيد الحمدان مستشار وإعلامي وأكاديمي أمني ومحاضر في كلية الملك فهد الأمنية سابقًا، ولاعب دولي سابقًا وعضو الاتحاد السعودي ومشرف عام للمنتخبات السعودية لكرة القدم سابقًا. تدرج في عدة وظائف حكومية عسكرية.

## سيرته
تخرج من كلية الملك فهد الأمنية وانضم لنادي الشباب السعودي عام 86 وكان يلعب في مركز الوسط الدفاعي. حقق العديد من البطولات مع فريق الجيل الذهبي، وبعد اعتزاله اللعب في عام 96 استمر في خدمة النادي إداري ومديراً للاحتراف ومدير تنفيذي ومستشار للإدارة بالإضافة إلى تواجده الدائم في البرامج الرياضية. 

## التاريخ العسكري
- تم ترقية العميد خالد الزيد إلى رتبة لواء في عام 2016. [2]
- مدير لإدارة الشؤون الرياضية بكلية الملك فهد الأمنية
- محاضر في كلية الملك فهد الأمنية سابقًا

## التاريخ الرياضي

### لاعبًا مع نادي الشباب[3]
- كاس الاتحاد السعودي (1988 - 1989)
- دورى أبطال العرب 1992
- الدوري السعودي (1991 - 1992- 1993)
- دوري أبطال الخليج العربي (1993 - 1994)
- كأس السوبر العربي (النخبة) 1995
- كأس ولي العهد (1993- 1996)

### إداريًا ومدير محترف[3]
- كأس الملك (2009 - 2008). [4]
- كأس الأمير فيصل (2009 - 2010 - 2011)
- الدوري السعودي 2012.

## مَراجع
1. ↑  الراجحي، محمد. "تصريح للمشرف العام على المنتخبات السنية اللواء خالد الزيد - صحيفة سبورت السعودية". مؤرشف من الأصل في 2016-11-22. اطلع عليه بتاريخ 2022-02-15.
2. ↑  "ترقية الزيد إلى رتبة لواء". www.al-jazirah.com. مؤرشف من الأصل في 2022-02-12. اطلع عليه بتاريخ 2022-02-11.
3. 1 2  "الزيد: لم أُهزم أو أنكسر". arriyadiyah.com. مؤرشف من الأصل في 2022-02-11. اطلع عليه بتاريخ 2022-02-11.
4. ↑  "الزيد يشيد بالمنتخب السعودي للشباب". صحيفة كفر و وتر الإلكترونية (بar-sa). Archived from the original on 2022-02-15. Retrieved 2022-02-15.{{استشهاد ويب}}:  صيانة الاستشهاد: لغة غير مدعومة (link)

## وصلات خارجية
- خالد الزيد يتكفل بمعسكر الفريق الأول
- الزيد يشيد بالمنتخب السعودي للشباب
- العودة للمونديال بصناعة سعودية
- الزيد: فكر يا الصليهم